# 守基·阿芬第
守基·阿芬第·拉巴尼 （羅馬化：Schoghi Efendi, （巴什基爾文）；1897年3月1日—1957年11月4日)，一般称作守基·阿芬第，是巴哈伊信仰的核心人物阿博都巴哈的长外孙。阿博都巴哈在他的遗嘱中，指定守基·阿芬第为巴哈伊信仰的圣护。从1921年至去世的1957年间，守基·阿芬第一直担任这一职位。在担任圣护期间，守基·阿芬第拥有解释巴哈伊信仰三位核心人物著作的专属权力，并有权限定立法分支的权力范围。他个人也有一些著作，内容主要涉及对信仰核心人物著作的解释与有关信仰未来的指引。

## 早年生活
守基·阿芬第生于1897年，他的父亲米尔扎·哈迪·设拉子是巴比教的创立者巴孛的亲戚，母亲迪亚伊·哈努姆则是巴哈欧拉的孙女，阿博都巴哈的长女。在守基·阿芬第的成长道路上，阿博都巴哈为他启蒙教育花了很多心血，守基·阿芬第也因此深受阿博都巴哈的影响。阿博都巴哈经常引领并鼓励他吟诵祷文，就连取用“守基·阿芬第”（“阿芬第”是对男性的尊称）这一称号，也是源于阿博都巴哈的期望，因为这一称号，象征着对这孩子的敬重。
守基·阿芬第年轻的时候，就和在阿卡的巴哈伊一起经历磨难，一起面对米尔扎·穆罕默德·阿里对阿博都巴哈的攻击。当时，还是男孩的守基·阿芬第察觉到奧斯曼帝國蘇丹阿卜杜勒-哈米德二世打算驱逐阿博都巴哈至北非的沙漠，并期望他在那痛苦的死去。守基·阿芬第还一度被告诫不要在自己或其他巴哈伊的家喝咖啡，以免被人下毒。

### 阿博都巴哈为他写的书简
或许是因为是长孙的原因，守基·阿芬第从童年开始就和阿博都巴哈保持着特别的关系。Baghdadi提到，在只有5岁的时候，在守基·阿芬第就缠着阿博都巴哈为他书写书简-虽然写书简对阿博都巴哈来说很平常。阿博都巴哈如此写道：
祂是上帝！
我的守基啊，我没有时间说话，别打扰我！你说“写”——我就写了。还应做什么呢？对你来说，现在还不是读和写的时候，而是蹦蹦跳跳、吟诵“我的上帝”的时候，因此，记住天佑美尊的祈祷文，吟诵它们，让我可以听到它们，因为现在没有时间做其他任何事情。
守基·阿芬第之后便开始背诵大量的祷文了，并且用最大的声音来吟诵那些祷文。被诵读声吵到无法忍受的家人试图让阿博都巴哈叫守基·阿芬第安静下来，然而这一要求被守基·阿芬第一口拒绝。

### 教育
守基·阿芬第最初在家和其他孩子一起接受教育，后来他进入了一所海法的法语基督教兄弟学校就读，之后又转到贝鲁特的一所天主教学校，然后又去了加了叙利亚的一所新教大学，这所学校后来以贝鲁特美国大学之名为世人所知。在这所学校守基·阿芬第度过了高中的最后一年和大学的第一年，并在此获得了艺术学位。据说，他在学校里并不开心，因此经常回到海法，陪伴在阿博都巴哈身边。
守基·阿芬第在读书期间主攻英语，而在那之前，他已熟练掌握波斯语、土耳其语、阿拉伯语和法语。有了这些语言能力，守基·阿芬第翻译了许多阿博都巴哈的著作，并承担起阿博都巴哈秘书的工作。从贝鲁特美国大学毕业后，守基·阿芬第被牛津大学贝利奥尔学院的经济学和社会科学专业录取，在那里，他的翻译水平并未停止提高。

### 就任圣护
守基·阿芬第是在1921年的11月29日知道阿博都巴哈去世的消息的，当时他正在英国的学校中。据Wellesley Tudor Pole回忆，当他把这一消息告知守基·阿芬第时，守基·阿芬第几近崩溃。在和约翰·埃斯尔蒙特一起度过几天的艰难的日子、解决了一些护照的障碍后，守基·阿芬第于12月19日启程前往海法，并于29日到达。到达海法后，守基·阿芬第得知了前几天公布的阿博都巴哈的遗嘱的内容。

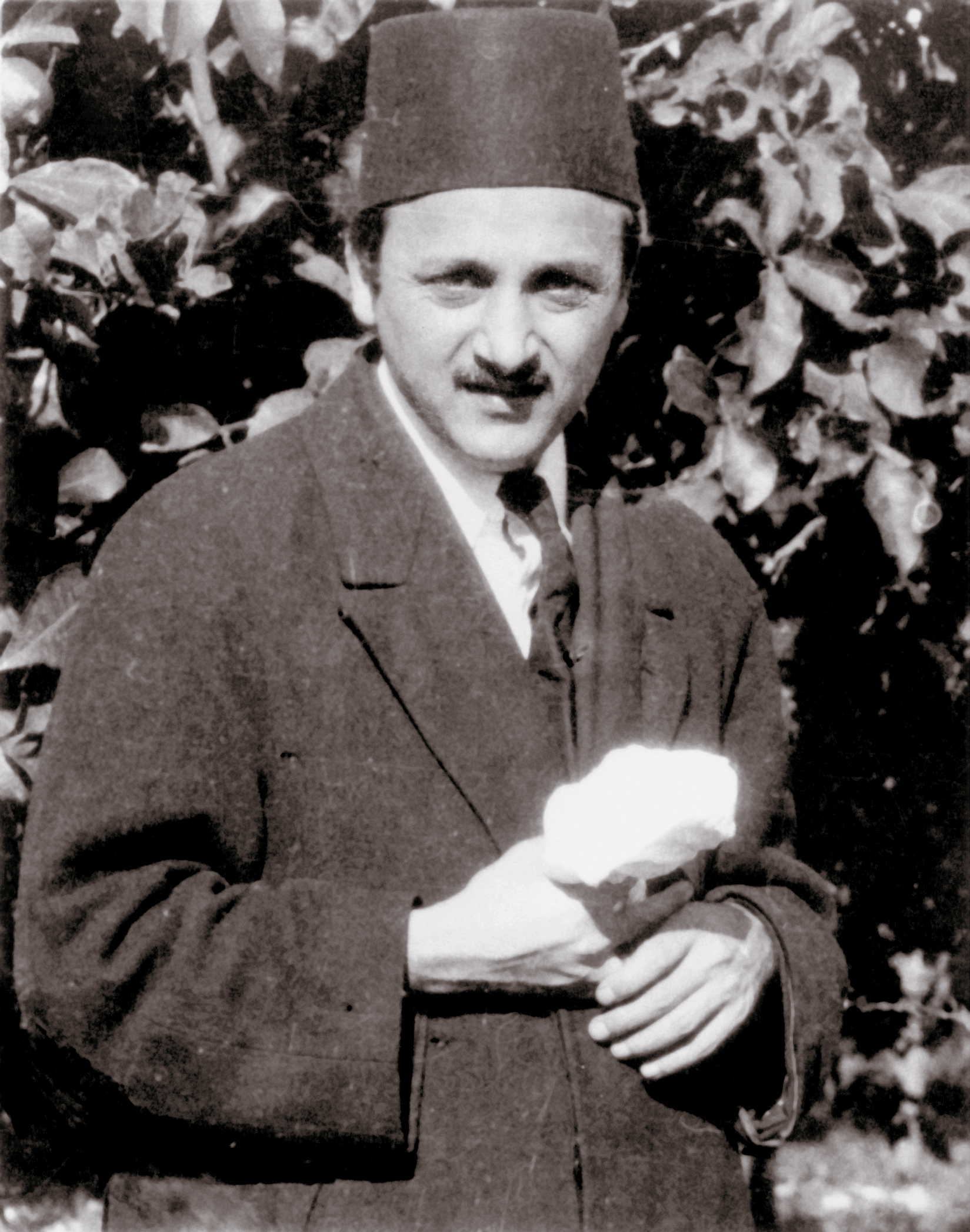
守基·阿芬第1921年就任圣护时。摄于海法。

阿博都巴哈在遗嘱中称守基·阿芬第是“是上帝的表征，是蒙选之枝，是上帝圣道的守护者”。而从遗嘱的内容来看，守基·阿芬还是个年幼时就已被指定为圣护。有关圣护和世界正义院在巴哈伊信仰的地址，阿博都巴哈写道：
这神圣的嫩枝——上帝圣道的守护者和将由普选产生的世界正义院，皆受阿帕哈美尊照顾与保佑，皆受崇高圣尊庇佑与无误指引（愿我能为他们两者献身）。他们所作的一切决定都是上帝的旨意。违背他或他们就是违背上帝；反抗他或他们就是反抗上帝；反对他就是反对上帝；和他们争斗就是和上帝争斗；和他争论就是和上帝争论；否认他就是否认上帝；不信他就是不信上帝；偏离、脱离和背弃他诚然就是偏离、脱离和背弃上帝。
守基·阿芬第后来向他的妻子和其他人说，他此前并不知到有圣护这一制度，更对他被指定为圣护一无所悉。他认为，阿博都巴哈如此决定的原因是他是长外孙，阿博都巴哈应该留下世界正义院如何选举的指引，`而他本人可以做这些选举人员的召集人。

## 翻译与著作

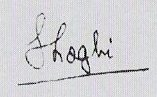
守基·阿芬第的签名

守基·阿芬第翻译了许多巴孛、巴哈欧拉和阿博都巴哈的著作。如1929年翻译的《隐言经》、1931年翻译的《亚格达斯经》、1935年翻译的《巴哈欧拉圣典选集》、1941年翻译的《致狼子书简》。他也翻译了有关巴哈伊历史的书籍，如《破晓群英转》。守基·阿芬第不仅因为他翻译了如此多的著作而重要，他也是巴哈伊著作的权威阐述者。他的翻译，为之后的巴哈伊著作的翻译，提供了样板和方向。
占守基·阿芬第的著作的绝大比例的是他和全球巴哈伊的书信。这些书信中，到目前为止已整理出17500封，而总共据信有30000封。这些信件的内容从常规的全球的巴哈伊事务处理信件，到针对某一特定主题向全球巴哈伊发出的说明。守基·阿芬第的一些长信包括关于巴哈伊行政实质的《巴哈欧拉的世界秩序》、关于信仰的传播的《神圣正义的降临》以及有关巴哈欧拉至世界领袖的信的《应许之日来临》。其他信件还谈到巴哈伊的信念、历史、道德、行为准则、管理体系和律法。他也为一些卓越的巴哈伊书写讣告收录。他的许多给个人和团体的信件已经被收录在一些书籍中，这些内容已称为全球巴哈伊的重要参考文献的来源。.
守基·阿芬第创作的唯一一本书籍是1944年的《神临记》，这是为了纪念巴哈伊信仰创建百年而写就。这本以英文写就的书籍主要回顾了巴比教和巴哈伊信仰在第一个百年发生的事情。守基·阿芬第也创作了一本篇幅较短，但以波斯语写就的同名书籍。

## 作为圣护
阿博都巴哈去世时，24岁的守基·阿芬第依然是一名学生。收到被任命为圣护时，他对这一决定很诧异。同时，守基·阿芬第也为与他有着密切关系的外公的去世感到悲伤，在极度悲痛的时候他去了趟瑞士的阿爾卑斯山。尽管年轻，守基·阿芬第依然对信仰的发展有着清晰的目标。牛津大学的学习背景和西式的装扮，也使守基·阿芬第和他的外公阿博都巴哈形成鲜明的对比。守基·阿芬第与当地的神职人员与名流来往并不十分密切。也不像他的外公那样常常远行拜访各地的巴哈伊，而是通过信件和朝圣者来传达他到信息。他对朝圣者的对话，形成了大量的朝圣者笔记。
守基·阿芬第对巴哈伊的信仰和实践的问题的处理也花了很多心思。作为圣护，他被授权阐释巴哈欧拉和阿博都巴哈的著作，依据《阿博都巴哈的遗嘱》，守基·阿芬第的解释是有效的且必须被遵守。他的领导风格与阿博都巴哈有较大差异。如他在给巴哈伊写信时，落款是“你最忠诚的兄弟”，他并不强调他的个人职务，而是用圣护制度这一名义。他要求在信件和口头演讲中使用守基·阿芬第而非其他任何称号。他也和当地名流保持距离。他会对巴哈伊把他作为神圣形象的做法表示批评，对庆祝他的生日和悬挂他的照片的做法表示反对。

## 个人生活
守基·阿芬第的个人生活相较圣护的工作显得较为不那么引人注意。他在海法写就了大量书信，因为没有秘书的协助，随着去欧洲的旅行而流散到各地-他早期总是去瑞士的阿爾卑斯山。从1929年到1940年,他更多的选择从南至北横跨非洲的旅行方式。
守基·阿芬第非常热爱英文。 他会在随身携带的笔记上，记下他喜欢的词句。他也是音乐和英语文学积极爱好者，钦定版圣经让他非常着迷。他最喜欢的书是《罗马帝国衰亡史》。就读牛津大学时，他参加了辩论队，并且热衷于打网球。他因一口出色的国王英语和伊斯法罕口音的波斯语而闻名，而这些都是继承自他的祖母。

### 婚姻
1937年3月，守基·阿芬第与玛丽·麦克斯韦尔结婚，婚後她被授予「鲁希伊·哈侬」的称号。玛丽是加拿大人，是阿博都巴哈追随者梅·麦克斯韦尔与加拿大建筑师威廉·萨泽兰德·麦克斯韦尔的獨生女。守基·阿芬第第一次见到玛丽是1923年，当时她还是少女，跟随母亲前来朝圣。 玛丽是一个积极的巴哈伊老师和年轻工人，一封写给守基·阿芬第的信中，描述她为“见过最为清爽与美丽的女孩”
在她1937年第三次去朝圣时，两人开始互相表示好感。玛丽26岁时，她已成为高挑健康的女士。两人在阿博都巴哈位于海法的宅邸的一间房内举行了婚礼，鲁希伊·哈侬身着黑色礼服，整个过程简约、安静。除了当时的观礼者和海法的小部分居民外，很少的人知道婚礼的举行。因此当守基·阿芬第的母亲向世界巴哈伊社群宣布此消息时，大家都感到异常惊讶，她说：
向各灵体会宣告圣护新婚之喜。无上的荣光赐予巴哈欧拉的女仆鲁希伊·哈侬——玛丽·麦克斯韦尔女士。东西方的联系更加稳固。--圣护之母兹艾伊
守基·阿芬第和鲁希伊·哈侬婚後没有子女。鲁希伊·哈侬成为他忠实的伴侣和助手，1941年她成为守基·阿芬第的主要英文秘书。在守基·阿芬第去世后，鲁希伊·哈侬出版了她的部分日记，使大家有机会一瞥守基·阿芬第的生活。她回忆起她的部分家庭成员和海法的一些巴哈伊使他遭受痛苦时写道： 
真希望朋友们能知道当地的一些巴哈伊给教长和圣护带来的苦难！这些人里，有一些是善良的，但另一些却是邪恶的。一旦某人在圣约中犯了错误，他们就直接攻击显圣者、完美典范或者圣护。我见过这类事情，它就像一剂毒药，虽然守基·阿芬第可以从中恢复，但却受到了数不清的伤害。也正因如此，教长在遗嘱中称自己为‘断了翅膀的鸟儿’。这些伤害是全身心的，而绝不是感情受创而已。

“为了彻底压垮圣护的精神，他们（教长的家族成员）无所不为。从天性上讲，圣护是一个快乐、活跃的人，……但是，教长家族中的成员对他无休止的攻击，……所有这些都如同乌云一般笼罩在圣护的头顶。……“伤害”这个词贯穿了他的一生。现在，他已经到了只能背水一战的地步。他说，他会坚持战斗到最后一个回合
历经守基·阿芬第的一生，阿博都巴哈的几乎所有其他后代都被其以圣约背叛者驱逐出信仰，这是阿博都巴哈生前对不服从守基·阿芬第的巴哈伊明确规定的惩罚。 而其他巴哈欧拉的后代，已在《阿博都巴哈的遗嘱》被宣布为圣约背叛者，所以，在守基·阿芬第去世的时候已经没有效忠于他的在世巴哈欧拉后代了。

## 意外的去世

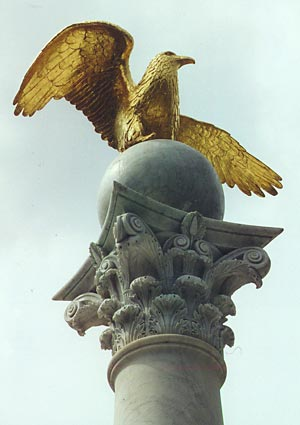
守基·阿芬第安葬于伦敦的新南门公墓

1957年11月4日，守基·阿芬第在伦敦出人意料的去世，原因可能是在不列颠各地旅游时感染了已导致200万人死亡的亚洲流感。守基·阿芬第葬于新南门公墓。 他的妻子发了如下电报：
教长赐予信徒们的神圣信托、万千心灵挚爱的守基·阿芬第身染亚洲流感，突发心脏病，于夜晚去世。请信徒务必精诚团结于圣护新近培养、巩固及强调的圣辅机构周围。圣护为圣道的服务牺牲了自我，唯有一心、一意，方能证明所有国家灵体会与信徒对他的忠诚。-鲁希伊
依据阿博都巴哈的遗嘱，再指定一名圣护已无可能，同时，有权“对没有明确启示的事务上拥有最高解释权力”的立法部门亦未建立，此外，守基·阿芬第没有留下由圣辅见证的遗嘱，而圣辅的认可是遗嘱中的任命得以有效的必需形式。 所有27名在世的圣辅在守基·阿芬第去世后的很短时间内一致签署了一份声明，声明称直到他去世时“没有指定继承人”， 

### 监督人的工作
1957年10月，守基·阿芬第完成了给巴哈伊世界的最后一封信，信中授予圣辅“孕育中的巴哈欧拉世界联邦的主要干事”的称号。因此，守基·阿芬第去世后圣辅担负起临时管理信仰的责任。圣辅互相选举产生了9名“信仰监护人”，作为信仰核心在海法为信众服务。同时，他们亦保留“圣辅整体”的权威以确保世界巴哈伊理事会妥善过度到世界正义院。信仰监护人则有权把“圣约背叛者”驱逐出信仰。
这些人监督了守基·阿芬第推动的十年拓展计划最后几年的执行，并于该计划预定的结束时间-1963年，完成了向第一次巴哈伊世界大会选举产生并成立的世界正义院的过渡。

### 世界正义院的选举
1963年，也就是守基·阿芬第计划中十年拓展计划结束的时间，世界正义院完成它的第一次选举并成立。而它面对的第一件事就是如何处理守基·阿芬第没有指定继承人就去世这一问题。世界正义院最终决定，依据阿博都巴哈的遗嘱的准则，已无法通过合法方式再指定一名圣护。 因此，虽然《阿博都巴哈的遗嘱》留下有关圣护继位的条款，守基·阿芬第依然是第一位，也是最后一位担任此职务的人。

### 引用
1. 1 2 3  Rabbani, R.  Hardcover. London, UK: Bahá'í Publishing Trust: 2000. 1969: 8. ISBN 978-1-870989-91-6.
2. 1 2 3 4 5 6 7
3. ↑  Khadem, Riaz. . Oxford, UK: George Ronald. 1999. ISBN 978-0-85398-423-8.
4. ↑  Taherzadeh, A. . Oxford, UK: George Ronald. 2000: 272–273. ISBN 978-0-85398-439-9.
5. ↑  Rabbani, R.  Hardcover. London, UK: Bahá'í Publishing Trust: 2000. 1969: 41. ISBN 978-1-870989-91-6.
6. ↑  `Abdu'l-Bahá. . Mona Vale, N.S.W, Australia: Bahá'í Publications Australia. 1992: 11 [1901-08]  [2012-04-28]. ISBN 978-0-909991-47-0. （原始内容存档于2021-02-23）.
7. 1 2 3 4 5 6 7 8 9  Smith, Peter. . . Oxford: Oneworld Publications: 317–318. 2000. ISBN 978-1-85168-184-6.
8. ↑   (PDF).   [2008-10-16]. （原始内容存档 (PDF)于2008-10-31）.
9. ↑  Universal House of Justice. .   [2008-10-16]. （原始内容存档于2011-06-06）.
10. ↑  Smith, Peter. . Cambridge: Cambridge University Press. 2008: 55–56, 102–103. ISBN 0-521-86251-5.
11. ↑  .   [2008-10-16]. （原始内容存档于2010-10-07）.
12. ↑  Effendi, Shoghi. . Wilmette, Illinois, USA: Bahá'í Publishing Trust. 1974: 25  [2012-04-28]. ISBN 978-0-87743-166-4. （原始内容存档于2012-05-22）.
13. ↑  Rabbani, R.  Hardcover. London, UK: Bahá'í Publishing Trust: 2000. 1969: 37. ISBN 978-1-870989-91-6.
14. ↑  Etter-Lewis, Gwendolyn (2006). Lights of the Spirit: Historical Portraits of Black Baha'is in North America, 1898-2000. Baha'i Publishing Trust. p. 80. ISBN 1-931847-26-6.
15. ↑  Rabbani, R.  Hardcover. London, UK: Bahá'í Publishing Trust: 2000. 1969: 152. ISBN 978-1-870989-91-6.
16. ↑  Rabbani, R.  Hardcover. London, UK: Bahá'í Publishing Trust: 2000. 1969: 160. ISBN 978-1-870989-91-6.
17. ↑  Rabbani, R.  Hardcover. London, UK: Bahá'í Publishing Trust: 2000. 1969: 162. ISBN 978-1-870989-91-6.
18. ↑  Smith, Peter. . Cambridge: Cambridge University Press. 2008: 63–64. ISBN 0-521-86251-5.
19. 1 2 3
20. ↑  Rabbani, R.  Hardcover. London, UK: Bahá'í Publishing Trust: 2000. 1969: 447. ISBN 978-1-870989-91-6.
21. ↑  Smith, Peter. . . Oxford: Oneworld Publications: 117. 2000. ISBN 978-1-85168-184-6.
22. ↑  Ministry of the Custodians （页面存档备份，存于）, pp. 28-30
23. ↑  Effendi, Shoghi.  Messages to the Bahá’í World: 1950–1957 （页面存档备份，存于）, p. 127
24. ↑  Rabbani, R. (Ed.). . Bahá'í World Centre. 1992: 34  [2012-04-28]. ISBN 978-0-85398-350-7. （原始内容存档于2017-08-21）.